# تانيا سيفيرا
تانيا سيفيرا غوميز بوريتشي (من مواليد 28 سبتمبر 1978) هي ممثلة وصحافية ومضيفة إذاعية وعارضة أزياء أنغولية.

## سيرتها الشخصية
ولدت بوريتشي في لواندا، أنغولا. وتخرجت بشهادة جامعية في الصحافة في معهد الوسائط الاقتصادية في لواندا، ثم درست الاتصالات في المعهد العالي الخاص بأنغولا. عملت بوريتشي في مجالي المبيعات والصحافة قُبيل دخولها عالم الفن.
من 2001 إلى 2004، كانت مقدمة البرنامج التلفزيوني «أنغولا دا سورت». في 2001، تألقت بوريتشي في المسلسل التلفزيوني «حياة خفية». في العام التالي، لعبت دور الطالبة «جميلة» في «ريفيرافولتا». في 2005، لعبت دور كلوديا، بطلة المسلسل التلفزيوني «شهية الحياة». من 2005 إلى 2006، لعبت دور «يوجينيا» في المسلسل القصير "113". كانت بوريتشي المذيعة والمحررة الإعلامية في البرنامج الإذاعي «بوا نويت أنغولا» من 2005 إلى 2006. في 2007، تعرضت بوريتشي لاعتداء جسدي من قبل الممثل فريدي كوستا، مما تسبب في توقفها عن العمل لمدة شهرين. وقد حكم على كوستا بالسجن ستة أشهر، بينما بُرئّت زوجته السابقة يولا أراوغو من تهمة الاعتداء.
في 2009، لعبت بوريتي دور «كاميلا» سيدة الأعمال في «أرضي هي أمي». بين عامي 2010 و2012، عملت كمذيعة ومديرة لبرنامج الأطفال الإذاعي «كابرينكا على الراديو». عملت بوريتشي أيضًا كعارضة أزياء وكانت مُقدمة في مسابقة ملكة جمال لواندا 2011. وفي 2012 لعبت دور «أوفيليا» مستشارة الأزياء في مسلسل «ويندك». في 2014، كانت مُضيفة برنامج «بيغ براذر أنغولا». في 2016، ترأست بوريتشي لجنة تحكيم اختيار عارضات لوكالة جي سي وأجينسيا أوتيما.

## حياتها الشخصية
أخت بوريتي هي مقدمة البرامج التلفزيونية ديكلا بوريتشي. تعيش تانيا بوريتشي مع ابنتيها في لشبونة.

## أفلامها
| السنة     | الفيلم               | الدور        | ملاحظات      |
| --------- | -------------------- | ------------ | ------------ |
| 2001      | حياة خفية            |              | مشاركة مميزة |
| 2002      | ريفيرافولتا          | جميلة        | مشاركة مميزة |
| 2005      | شهية الحياة          | كلوديا       |              |
| 2005-2005 | 113                  | يوجينيا      |              |
| 2007      | بين الجريمة والعاطفة |              |              |
| 2009      | أرضي هي أمي          | كاميلا       | دور البطولة  |
| 2012      | ويندك                | أوفيليا فوس  | دور البطولة  |
| 2014      | بيغ براذر أنغولا     | مُقدمة برنامج | مُشارِكة       |

## وصلات خارجية
- تانيا سيفيرا في قاعدة بيانات الأفلام على الإنترنت